# Shade Empire
Shade Empire je finská metalová skupina, která vznikla v roce 1999 ve městě Kuopio. Tvoří ji zpěvák Juha Harju, kytaristé Juha Sirkkiä a Aapeli Kivimäki, baskytarista Eero Mantere, hráč na syntezátory Olli Savolainen a bubeník Erno Räsänen. Dříve ve skupině působili kytaristé Tero Liimatainen (1999–2000) a Janne Niiranen (1999–2013) a bubeník Antti Makkonen. Své první studiové album skupina vydala pět let po svém vzniku a do roku 2013 následovala další tři alba.

## Diskografie
- Sinthetic (2004)
- Intoxicate O.S. (2006)
- Zero Nexus (2008)
- Omega Arcane (2013)
- Poetry of the Ill-Minded (2017)
- Sunholy (2023)